# Estació de Rubí Can Vallhonrat
|  | Per a l'estació de Ferrocarrils de la Generalitat de Catalunya vegeu Estació de Rubí (FGC) |

Rubí Can Vallhonrat, anteriorment Rubí, és una estació de ferrocarril propietat d'Adif situada a la població de Rubí a la comarca del Vallès Occidental. L'estació es troba a la línia Castellbisbal / el Papiol - Mollet per on circulen trens de la línia R8 de Rodalies de Catalunya operat per Renfe Operadora, i trens de mercaderies.
Aquesta estació de la línia de Mollet al Papiol es va construir l'any 1982, com la resta de la línia que es va construir com a ferrocarril orbital per evitar que els trens de mercaderies passessin per Barcelona. No va ser fins al 23 de maig de 2005 que va donar servei a trens de passatgers amb l'entrada en funcionament de la R7 de Rodalies de Catalunya, inaugurada oficialment el dia 16 de maig. A l'estació s'hi van haver de fer obres per iniciar el servei comercial. Posteriorment, el dia 26 de juny de 2011 es posa en servei la nova línia R8 de Rodalies de Catalunya, en substitució de la R7 de Rodalies de Catalunya, que queda escurçada entre l'estació de Sant Andreu Arenal per un costat, que és el seu nou inici; fins a l'estació de Cerdanyola Universitat, que és el seu nou final, amb enllaç amb la línia R8. La línia R8, és la primera línia que no passa per Barcelona.
Està previst el trasllat de l'estació d'Adif de Rubí just al costat de l'estació d'Hospital General d'FGC perquè sigui possible l'intercanvi entre les línies S1 i S7 d'FGC, i la línia R8 de Rodalies de Catalunya. Actualment, les dues estacions es troben separades uns 1200 metres a peu. Per tant, aquesta estació es clausurarà per proximitat a la futura estació. De moment, només es tracta d'un projecte.
L'any 2016 va registrar l'entrada de 64.000 passatgers.

## Serveis ferroviaris
| Rodalia de Barcelona   |               |       |                      |                        |
| Procedència/Destinació | <             | Línia | >                    | Procedència/Destinació |
| Martorell Central      | Castellbisbal |       | Sant Cugat Coll Favà | Granollers Centre      |
| Projectat              |               |       |                      |                        |
| Martorell Central      | Castellbisbal | obres | Hospital General     | Granollers Centre      |